# (33637) 1999 JW80
1999 JW80 (asteroide 33637) é um asteroide da cintura principal. Possui uma excentricidade de 0.11250200 e uma inclinação de 14.02239º.
Este asteroide foi descoberto no dia 12 de maio de 1999 por LINEAR em Socorro.